# Bluffton (Indiana)
Bluffton è una città degli Stati Uniti d'America, situata nello Stato dell'Indiana e in particolare nella contea di Wells, della quale è il capoluogo.